# Sagephora exsanguis
Sagephora exsanguis är en fjärilsart som beskrevs av Alfred Philpott 1918. Sagephora exsanguis ingår i släktet Sagephora och familjen äkta malar. Inga underarter finns listade.